# 阿德人
阿德人 （阿拉伯语：‎）是《古蘭經》提及的古代阿拉伯部落。《古蘭經》說真主派遣呼德引導阿德人歸向信仰的正義道路，但阿德人根本不理睬他的警告，最後導致真主以強烈的風暴摧毀了他們。
通常认为阿德人就是有高柱的伊赖姆人。阿德人居住在何地，一直争论颇多，从古至今有亚兰（大马士革）、亚历山大、希斯尔遗址、拉姆乾谷等多种说法。